# キスミイチュチュ
『キスミイチュチュ』は、日本のヴィジュアル系ロックバンドであるメガマチュ（メガマソ）が2008年2月20日にリリースした楽曲である。オリコンインディーズチャート初登場4位。

## 概要
メガマチュは、フジテレビ721のバラエティ番組「空飛ぶ!爆チュー問題」の企画で結成されたロックバンドで、ネズミ界の人気バンドという設定。メンバー全員がネズミのコスプレをしており、番組内では爆チュー問題の二人と共演してライブを披露。2007年のクリスマス・ライブにも出演した。

## 収録曲
1. キスミイチュチュ
  - 作詞・作曲：涼平チュー
  - ギターソロでJ.S.バッハ作曲の「主よ、人の望みの喜びよ」の旋律が引用されており、歌詞にもタイトルが引用されている。
2. ヲサレキャットショウビズ
  - 作詞・作曲：涼平チュー
3. キスミイチュチュ（インザーギチュー less ver.）